# 地方鉄道法

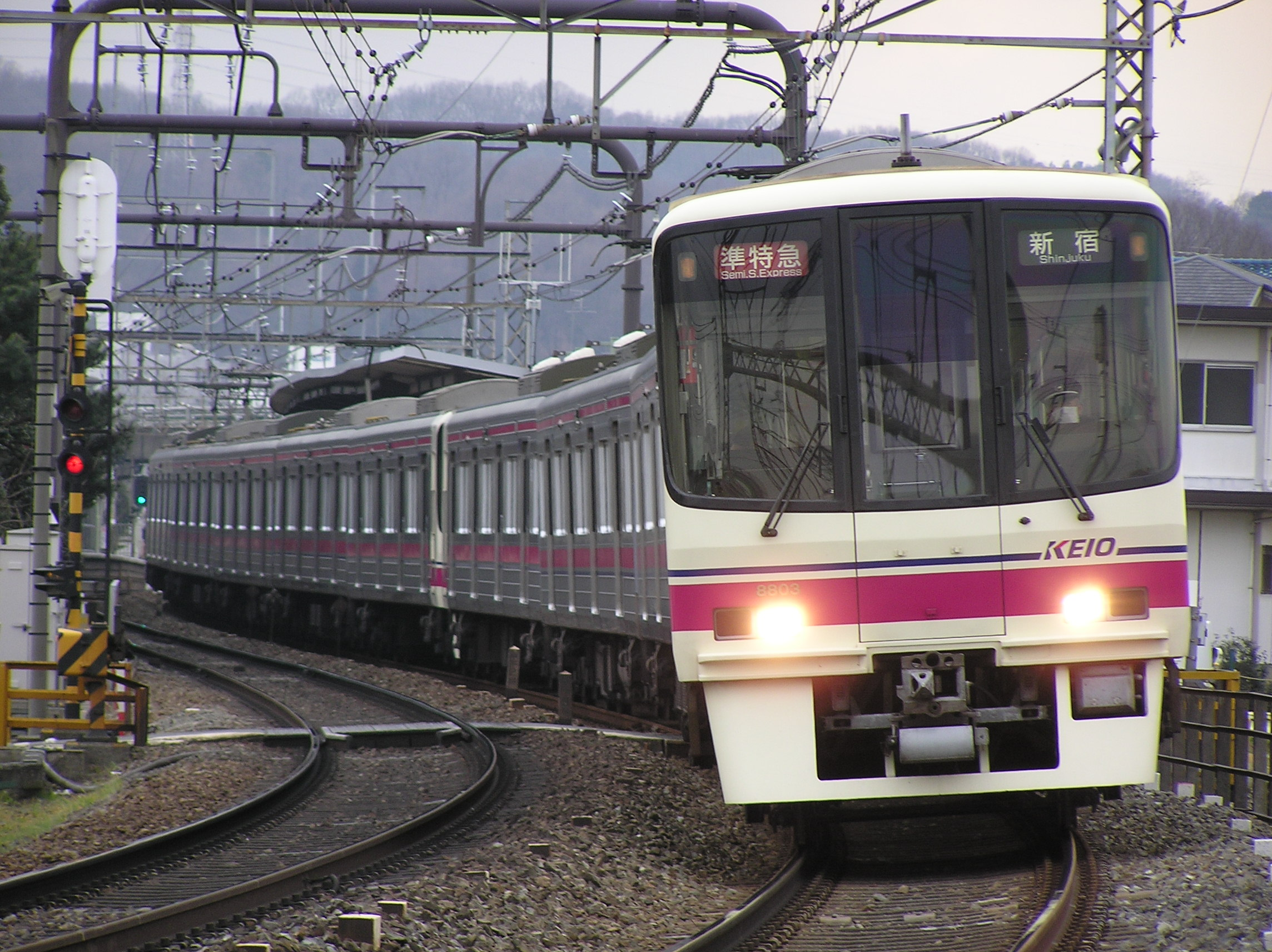
地方鉄道として開業後、一旦軌道となった玉南電鉄（現・京王電鉄）府中-東八王子間

地方鉄道法（ちほうてつどうほう、大正8年4月10日法律第52号）は、かつて地方公共団体または私人が公衆の用に供するために敷設する地方鉄道（軌道法により管轄される軌道を除く）の敷設・運営について規定していた日本の法律である。
1919年（大正8年）4月9日に公布、同年8月15日に施行され、鉄道事業法の施行により1987年（昭和62年）4月1日付で廃止されるまで、日本の主に私設・民営鉄道の根拠法として長くその役割を担い続けた。
地方鉄道法が適用された鉄道路線は、「地方鉄道線」あるいは「地方鉄道」と呼ばれていた。

## 概要
当法は全45条からなり、適用される鉄道事業者を「地方鉄道会社」と呼称し、前身法同様その敷設のために提出すべき書類の内容など手続の次第や免許の取扱い、設備の規定とその扱い方、所轄官庁の監督範囲などを規定していた。1953年（昭和28年）までは、軽便鉄道補助法の継承法令である地方鉄道補助法が存在し、政府から補助金が下りるようにもなっていた。
私設鉄道に対する法律はこれ以前にも明治時代に制定された私設鉄道法と軽便鉄道法の2法が存在した。しかし私設鉄道法は敷設免許と会社の存在は一体と考えて会社の設立からかなりの負担を強いていたばかりか、会社経営や鉄道運営に対してこと細かに規定を行い、政府の統制色を強く打ち出した厳しい内容の法律であったため、鉄道国有法による私鉄の買収後、事業者の新規設立を阻害することになった。軽便鉄道法はその打開策として極端に手続きを簡単にする法律として施行されたものの、今度は新規はおろか既存の事業者までもがそちらに流れ、逆に私設鉄道法の首を絞めることになってしまった。
このような歪んだ状態を是正するために、私設鉄道法と軽便鉄道法を廃止し、再構成して制定されたのが地方鉄道法である。当法の規定には私設鉄道法・軽便鉄道法の規定を引き継いだものもあるが、多くの条項は私設鉄道法の二の舞とならないように細かい規定を避けるとともに、政府の権限を弱めて会社の自主性を尊重するように改められている。ただし政府買収に関する規定や罰則の一部は、私設鉄道法のそれを受け継いでおり、完全に統制色がなくなったわけではなかった。
これにより民営鉄道の根拠となる法令は一本化され、当法は多くの私鉄の根拠法となった。ただし都市部の私鉄の中には私設鉄道法時代の1905年（明治38年）に開業した阪神電気鉄道のように、より規制の緩い軌道法に準拠して路線を敷設し、長いこと「軌道」のまま変更しなかった事業者も少なくなく、すべての民営鉄道が当法に準拠したわけではなかった。また京王電鉄のように、前身の京王電気軌道が延伸の際に関連会社・玉南電気鉄道を作って補助金目当てで地方鉄道として開業したものの補助金が下りなかったため、結局合併して軌道化、さらに地方鉄道化という複雑な経緯をたどった路線もある。
このようにして当法は大正時代から戦争を超え、日本国憲法下でも根幹法としての役割を果たし続けたが、日本国有鉄道の分割民営化に伴い、当法が前提とする鉄道の「国有」と「民営」の枠組みがなくなることから廃止・代替が行われることになり、1986年（昭和61年）12月5日に鉄道事業法が公布された。そして翌1987年（昭和62年）4月1日、鉄道事業法の施行と入れ替わりに、日本国有鉄道の消滅と運命をともにして69年間という長い歴史に幕を下ろした。

## 規定内容
第1条
法の適用範囲についての規定。基本的に軌道と専用鉄道を除く全ての民営鉄道に適用すると規定している。このような規定は前身法でも存在したが、地方公共団体や個人による敷設をも対象にしたのはこれが初めてである。
第2 - 4条
地方鉄道の規格に対する規定である。人力・馬力の使用禁止、軌間に1067mm（3ft6in）を基本としながらも、標準軌や762mm（2ft6in）を認めること、また道路への敷設を原則禁じることが規定されている。前身法、特に私設鉄道法では特別の場合を除いて原則1067mm軌間のみが認められていたのと大きく異なる。
第8条・第10条
地方鉄道会社の資産管理や会社の合併に関する規定であり、設備の担保化についての規定と合併についての規定を含む。第5 - 7条・第9条は削除されていた。
第11 - 14条
免許と認可を受けるための手続きに関する条項である。免許の取得により初めて会社の設立ができると規定し、会社の設立に関する書類まで提出させていた私設鉄道法と違い、設立には踏み込まず純粋に鉄道敷設のための書類のみを提出することを規定している。
第15 - 17条
鉄道施設の定義と敷設工事に関する規定。簡素化されているが私設鉄道法から受け継がれた事項である。
第18 - 19条
免許の譲渡と失効に関する規定。譲渡の権利を認めるとともに、期限までに工事施行認可申請を行わなかった場合、工事施行認可を受けられなかった場合、工事期限までに着工しなかった場合、営業廃止となった場合に免許失効となる旨が規定されている。私設鉄道法には譲渡の規定は存在せず、失効については同様の趣旨の規定は存在したが条件は「期限内に工事を始めない場合」・「期限内に竣工しない場合」と大雑把であった。
第20 - 28条
地方鉄道会社に対する監督官庁の監督権限について定めたもので、私設鉄道法に存在した運賃の変更を命ずることが出来る規定や賃率に関する規定などが廃止され、残りの条項も骨子は残してあるものの整理されている。第29条は削除されている。
第30 - 36条
政府買収に関する規定である。公益上必要と認めた場合は政府が路線を買収出来るとするもので、本免許取得後25年経過後の買収権発生の規定がなくなった以外は私設鉄道法時代とあまり変わっておらず、前身法の統制色が残された形となった。
第37 - 40条
罰則である。このうち第37条は法に反した場合、免許を取り消すだけでなく、政府が取締役や役員を解任し、政府または別の地方鉄道会社へ営業を強制委託させるとする規定で、私設鉄道法にあった規定がそのまま横滑りした条項であった。買収の規定ともども、前身法の色が残った条項である。なお第40条の規定により、第38条・第39条は地方公共団体の運営する鉄道には適用されなかった。
第41 - 45条
いわゆる附則であり、前身法の廃止とそれに準拠した事業者・免許の扱いについて規定している。

## 削除条項
第5条 - 第7条
私設鉄道法に存在した株式・資本金に関する条項で、設立に関する条項が軒並み破棄された中で受け継がれた。制定後も複雑な改正が加えられたが段階的に削除。
第9条
所轄官庁の許可がなければ兼業を不可とする規定。1929年（昭和4年）に削除。
第29条
鉄道を軍用に供する義務を負うとする規定。私設鉄道法に存在した条項が受け継がれたものであった。日本軍が解体され、日本国憲法が施行された後の1948年（昭和23年）に削除。

## 参考資料
- 和久田康雄『新版 資料・日本の私鉄』（鉄道図書刊行会刊、1972年）
- 『地方鉄道法制定私設鉄道法及軽便鉄道法廃止』（御署名原本、1919年）
- 『地方鉄道法中改正法律』（御署名原本、1921年）
- 『地方鉄道法中改正法律』（御署名原本、1929年）
- 『地方鉄道法中改正法律』（御署名原本、1939年）
- 『地方鉄道法の一部を改正する法律』（御署名原本、1947年）
- 『地方鉄道軌道整備法』（御署名原本、1953年）